# Monobolodes schistacea
Monobolodes schistacea är en fjärilsart som beskrevs av W. Warren 1905. Monobolodes schistacea ingår i släktet Monobolodes och familjen Uraniidae. Inga underarter finns listade i Catalogue of Life.